# Tes
Der Tes (russisch Тэс, mongolisch Тэсийн гол/Tesiin gol oder Тэс гол/Tes gol, tuwinisch Тес-Хем/Tes-Chem) ist ein 568 km langer Zufluss des Uws Nuur in der Mongolei und in der zu Russland gehörenden Republik Tuwa. Innerhalb der Mongolei ist der Tes 430 km lang und damit der elftlängste Fluss des Landes.

## Verlauf
Der Tes entsteht in etwa 1900 m Höhe im Südwesten des Chöwsgöl-Aimags aus dem gut 20 Kilometer langen Quellfluss Dzalagiin gol (Дзалагийн гол) von rechts sowie dem über 30 Kilometer langen Udschigiin gol (Ужигийн гол) von links. Ersterer entspringt unweit des Sees Gandan Nuur in 2000 m Höhe, während der Udschigiin gol seinen Ursprung auf etwa 2400 m an der Nordflanke des dort um 2600 m hohen Bulnai-Nuruu-Kammes des Changai-Gebirges hat.
Der Tes fließt auf seiner gesamten Länge in westlichen, teils nordwestlichen Richtungen durch die Steppen- und Halbwüstenlandschaften der nordwestlichen Mongolei und des südlichen Tuwa. Nachdem er in einigen Kilometern Entfernung das Dorf Tsetserleg (auch Chalban; nicht zu verwechseln mit der viel weiter südöstlich gelegenen Stadt Tsetserleg) passiert hat, erreicht er bald den Dsawchan-Aimag mit den Dörfern Bajantes (früher Bajan Ula) und Tes. Danach überquert er die Grenze zu Russland, über dessen Territorium er mehr als 100 Kilometer fließt. Am rechten Nebenfluss Ersin liegt dort unweit dessen Mündung das Dorf Ersin, Verwaltungszentrum des südlichsten Koschuuns (Rajons) der Republik Tuwa. Ab dem Mittellauf erstreckt sich auf weiten Strecken entlang des Flusses ein bis zu mehreren Kilometern breiter Busch- und Auwaldstreifen, dort Tugai genannt, während das umgebende Gebiet trocken und nur von spärlicher Vegetation bedeckt ist.

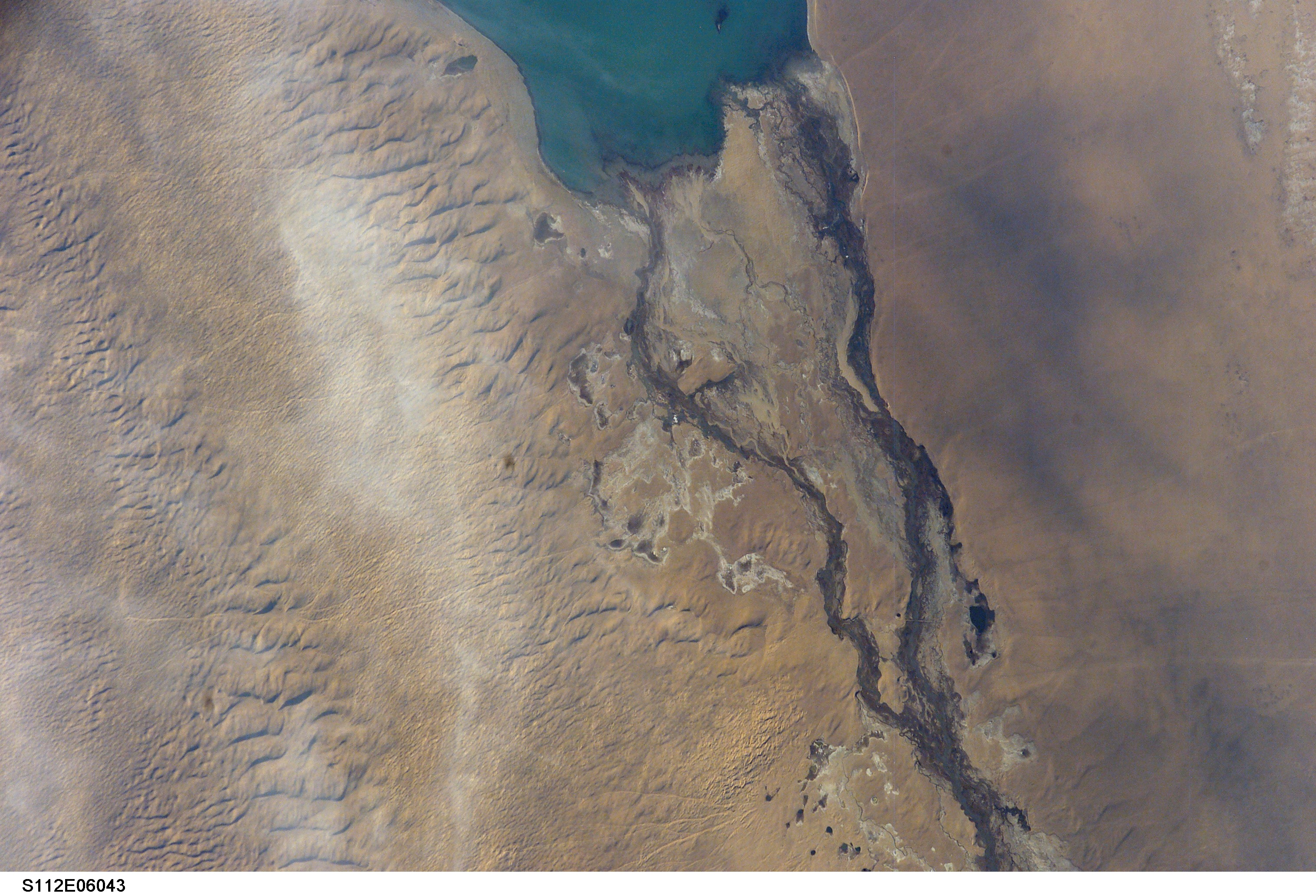
Das Tes-Delta

Der Unterlauf des Tes verläuft wieder auf dem Territorium der Mongolei, nun des Uws-Aimags. Er ist dort mehr als 50 Meter breit; die Fließgeschwindigkeit beträgt 0,8 m/s. Etwa ab dem Bereich des erneuten Grenzübertrittes bildet er ein Binnendelta, das sich bis zur Mündung in den Salzsee Uws Nuur über etwa 100 Kilometer erstreckt und an der Mündung 30 Kilometer breit ist. Etwa entlang der nördlichen Begrenzung des Deltas verläuft die Staatsgrenze. An einem südlichen Nebenarm liegt ein weiteres nach dem Fluss Tes benanntes Dorf. Der Uws Nuur ist der größte See der Mongolei; er liegt in einem abflusslosen Becken, und der Tes ist sein bedeutendster Zufluss. Die Flussmündung liegt an der Nordostseite des Sees, knapp 100 Kilometer Luftlinie vom Aimag-Verwaltungszentrum Ulaangom entfernt.
Der See Uws Nuur und das ihn umgebende Gebiet, darunter ein Teil des eine riesige, sumpfige Röhrichtfläche darstellenden Tes-Deltas, ist als Biosphärenreservat ausgewiesen. 1997 wurde es in die UNESCO-Weltnaturerbe-Liste aufgenommen.
Die bedeutendsten Nebenflüsse des Tes sind Schawaryn gol, Chosyn gol (in Tuwa: Chussuin-Gol), Dzaigal gol (Saigal), Chatschigiin gol (Katschik) und Naryn, die allesamt von recht einmünden und dem Tannu-ola-Gebirge und seinen östlichen Ausläufern entfließen.

## Hydrologie
Das Einzugsgebiet des Flusses umfasst 33.400 km². Die mittlere Abflussmenge am Unterlauf beträgt 56 m³/s. Im Winter friert der Fluss zu; in den Sommermonaten kann es zu niederschlagsbedingten, episodischen Hochwassern kommen.

## Infrastruktur
Der Tes ist nicht schiffbar.
Die zumeist unbefestigte Straße, die die mongolische Hauptstadt Ulaanbaatar über Mörön mit dem Nordwesten des Landes verbindet, kreuzt den Fluss über eine Brücke beim Dorf Tsetserleg. Bei Bajantes überquert eine dort in Richtung der russischen Grenze abzweigende Straße den Fluss. In Russland folgt diese Straße als M54 dem Tes streckenweise auf der rechten Seite in Richtung Kysyl.